# Seward
Seward város az USA Alaszka államában, Kenai Peninsula megyében. Lakosainak száma 2717 fő (2020. április 1.).

## Népesség
A település népességének változása:

| 2010 | 2 693 |
| 2020 | 2 717 |